# Cuarta Conferencia Panamericana
La Cuarta Conferencia Panamericana se celebró en del 12 de julio de 1910 al 30 de agosto de 1910 en la Ciudad de Buenos Aires, Argentina. Contó con la participación de 20 de las 21 Repúblicas Americanas. La designación de esta sede se debió a que varios hispanoamericanos en ese año celebraron el Centenario de su independencia. Además, en ese año, Argentina fue la sede de varios Congresos Internacionales como el Científico, el Internacional Femenino,etc.
La invitación al evento fue realizada el 11 de septiembre de 1909 por el ministro de Argentina en Washington. El programa de la Conferencia fue preparado por P.C. Knox quien encabezaba el Consejo Directivo de la Oficina Internacional de las Repúblicas Americanas, el cual fue aprobado el 10 de noviembre de 1909. Una modificación importante realizada al reglamento del evento fue que se permitió a los Delegados hablar en su lengua materna pero, posteriormente se realizaría su traducción a la lengua que el resto de los Delegados solicitaran para su mejor comprensión.

## Programa
1. Instalación de la Conferencia.
2. Informes y Memorias.
3. Reorganización de la Oficina Internacional de las Repúblicas Américas.
4. Homenaje al Sr. Andrew Carnegie.
5. ferrocarril Panamericano.
6. Comunicación por vapor.
7. Uniformidad de los documentos consulares, Reglamentos de Aduanas, Censos y estadísticas.
8. Policía Sanitaria.
9. Patentes, Marcas de Fábricas y Propiedad Literaria.
10. Reclamaciones Pecuniarias.
11. Intercambio de profesores y alumnos.
12. Congreso Científico de Santiago de Chile.
13. Conmemoración de la apertura del Canal de Panamá.
14. Futuras Conferencias.[2]

## Convenciones
I. Convención sobre propiedad Literaria y Artística:
- El reconocimiento del derecho de propiedad obtenido en un Estado de conformidad con sus leyes, surtirá el pleno derecho en todos los demás, siempre que aparezca en la obra cualquiera manifestación que indique la reserva de la propiedad.
- Los autores o sus causabientes, gozarán en los países los derechos que las leyes acuerden, sin que estos derechos puedan exceder el término de protección acordado en el país de origen.

II. Convención de Reclamaciones Pecuniarias. Se estableció que la Altas Partes contratantes se obligaban a someter al arbitraje todas las reclamaciones por daños y prejuicios pecuniarios presentados por sus ciudadanos.
III. Convención sobre Patentes de Invención, Dibujos y Modelos Industriales.
- Toda persona de cualquiera de los Estados signatarios gozará en cada uno de los otros Estados de todas las ventajas que conceden las leyes relativas a patentes de invención, dibujos y modelos industriales.
- Las cuestiones que se susciten sobre la propiedad de las patente de invención, se resolverán teniendo en cuenta la fecha de la solicitud de las patentes en los países en que se otorgan.

IV. Convención sobre marcas de Fábrica y de Comercio. Tosa marca registrada en uno de los Estados signatarios se considerará también registrada en los países de la Unión, sin perjuicio de los derechos de un tercero y de los preceptos de la legislación interna de cada Nación.

## Resoluciones
1. Se rindió homenaje a los Delegados a las Conferencias anteriores que ya han fallecido.
2. Se rindió homenaje a Francia
3. Se resolvió entregar a las Comisiones los informes recibidos e invitar a los Senadores y Diputados para que asistan a las Conferencias.
4. Se aprueba un saludo a Colombia con motivo de la celebración de su Independencia.
5. Se resuelve la Conferencia recordar a las Repúblicas Americanas que celebran su Primer Centenario de la Independencia por medio de una publicación de una obra artística en que figuran, en facsímiles las Actas de la Independencia de todos los países, una reseña histórica de los magnos suceso conmemorados y las efigies de los Próceres de la emancipación.
6. Resolvió la Conferencia manifestar al Gobierno de Chile el agrado con que ha visto la iniciativa para reunir en Santiago de Chile un Congreso Científico; y se recomienda a la Unión de las Repúblicas Americanas de Washington conmemorar la apertura del Canal de Panamá.
7. Prorrogar la existencia de la Comisión del Ferrocarril Panamericano.[1]

## Sobre comunicaciones por vapor
1. Se resuelve que se debe establecer el comercio directo entre las Repúblicas Americanas, con sujeción a lo reglamentaciones expedidos por las Naciones interesadas.
2. Se declara en vigor la resolución de Río de Janeiro sobre la reunión de un Congreso Cafetero en San Paulo.
3. Se recomienda la adopción de la Convención Sanitaria de Washington para que sea adoptada por todos los Gobiernos.
4. Intercambio de profesores y alumnos, recomendando a los Gobierno Americanos, por lo que respecta a las Universidades que de ellos dependan o son por ellas reconocidas, para que se establezca un intercambio de profesores.
5. La Conferencia estima que es muy útil robustecer la solidaridad entre todos los Estados del Continente, que haya intercambio de alumnos entre las Universidades Americanas. Por tanto se recomienda que se creen becas, con o sin cargo dereciprocidad, ye de un modo directo o por intermedio de los Gobiernos.
6. Se acordaron medidas referentes a los Documentos Consulares, presentando una Factura modelo y un Manifiesto consular. Así mismo se recomienda que los derechos consulares sean moderados.[1]

## Sobre Reglamentación Aduanera
1. Que se permita reembarcar sin multa ni pago de derechos los bultos destinados a otro puerto.
2. Que con tiempo se preparen los cargamentos de embarque.
3. Que con sujeción a los reglamentos se permita el embarque o desembarque en horas de la noche.
4. Que se den facilidades para el tránsito de mercaderías para otro país, libres de derechos.[1]

## Sobre Comercio, Aduanas y estadísticas
1. Se recomendó al Consejo Directivo de la Unión Panamericana el establecimiento de la Sección de Comercio, Aduanas y Estadística.
2. Con un año de anticipación a la Conferencia próxima a reunirse el Consejo Directivo de la Unión Panamericana enviará a los Gobiernos informes sobre derechos de navegación, formularios y tramitación aduanera de cada país.[1]

## Otras resoluciones
1. Sobre Estadísticas Comerciales.
2. Sobre Censos.
3. Oficinas Bibliográficas Nacionales.
4. Ferrocarril Panamericano.[1]

## Atribuciones de la Unión de las Repúblicas Americanas
1. Compilar y distribuir todo lo referente a los Tratados y Convenciones entre las Repúblicas Americanas y entre éstas y otros Estados.
2. Compilar y distribuir datos comerciales y proporcionar informes al respecto.
3. Informar sobre asuntos de educación.
4. Informar sobre las cuestiones designadas por el acuerdo de las Conferencias Internacionales Americanas.
5. Contribuir a obtener la ratificación de las Resoluciones y Convenciones adoptadas por las diferentes Conferencias.
6. Dar cumplimientos a todas las Resoluciones que le hayan impuesto y que le impongan las Conferencias Internacionales Americanas.
7. Funcionar como Comisión Permanente de las Conferencias Internacionales Americanas, iniciando proyectos que pudieran ser incluidos entre los temas de la próxima Conferencia; estos proyectos deberán ponerse en el conocimiento de los Gobiernos que forman a Unión, seis meses por lo menos antes de la próxima Conferencia.
8. Presentar con la misma anticipación a los diferentes Gobiernos una Memoria acerca de las labores de la Unión desde la última Conferencia.
9. Tener bajo su custodia los Archivos de las Conferencias Internacionales Americanas.[1]